# شاهدخت میبل اورنج-ناسائو
شاهدخت میبل اورنج-ناسائو  (انگلیسی: Princess Mabel of Orange-Nassau؛ زاده ۱۱ اوت ۱۹۶۸) بیوه شاهزاده فریسو اورنج-ناسائو و زن برادر ویلم-آلکساندر پادشاه هلند است.

## زندگی‌نامه
شاهزاده مابل از اورنج-ناسائو (قبلاً میبل مارتین ویس اسمیت، متولد ۱۱ اوت ۱۹۶۸بود، که بیشتر با نام مابل ون اورنج شناخته می‌شود، بیوه شاهزاده فریسو و خواهر شوهر است. پادشاه ویلم الکساندر هلند. مابل وقت خود را در فعالیت‌های حقوق بشری مانند تأسیس جنگ کودک هلند، شورای اروپایی روابط خارجی، و Girls Not عروس‌ها: مشارکت جهانی برای پایان دادن به کودک همسری می‌گذراند. ماربل همچنین به عنوان اولین مدیر اجرایی گروه The Elders که توسط نلسون ماندلا تأسیس شده و کوفی عنان ریاست آن را بر عهده دارد، خدمت کرده‌است. در سال ۲۰۰۵، مجمع جهانی اقتصاد او را به عنوان یک رهبر جوان جهانی به رسمیت شناخت. ون اورنج مشاور چندین سازمان غیرانتفاعی از جمله ائتلاف برای دادگاه کیفری بین‌المللی، صندوق ملاله، اقدام بحران و بنیاد جامعه باز است.

## اوایل زندگی و تحصیل
ماربل با نام میبل مارتنبن لوث در Pijnacker هلند به دنیا آمد. والدین او هندریک کورنلیس لوس (۲۷ آوریل ۱۹۴۴–۱۸ فوریه ۱۹۷۸) و همسرش فلورانس مالده گیجسبردینا کومان (متولد ۱۹۴۴) بودند. هنگامی که او ۹ ساله بود، پدر میبل پس از تلاش برای نجات همسایه خود که در حین اسکیت سواری در سوراخی در یخ افتاد و در این حادثه جان باخت. در سال ۱۹۸۴، مادرش دوباره با پیتر ویس اسمیت، مدیر اجرایی Rabobank (۱۵ اکتبر ۱۹۳۹–۱۱ نوامبر ۲۰۰۰) ازدواج کرد، پس از آن میبل و خواهرش نام خانوادگی ناپدری خود را گرفتند. پرنسس میبل دو خواهر کوچکتر دارد، نیکولین لوس، بعدها نیکولین ویز اسمیت (متولد ۱۹۷۰) و ایولین ویز اسمیت (متولد ۱۹۸۲). او در منطقه گوی در مرکز هلند بزرگ شد.
پس از گذراندن تحصیلات متوسطه خود در Gemeentelijk Gymnasium Hilversum، در دانشگاه آمستردام تحصیل کرد و در سال ۱۹۹۳ با مدرک کارشناسی ارشد در رشته اقتصاد و علوم سیاسی فارغ التحصیل شد. او همچنین در طول تحصیل دوره‌های کارآموزی خود را در سازمان ملل متحد، شل، ABN AMRO و وزارت امور خارجه گذراند. او علاوه بر زبان هلندی، به زبان انگلیسی، اسپانیایی و فرانسوی روان صحبت می‌کند.
او در دوران دانشگاه علاقه خاصی به وضعیت حقوق بشر در سرتاسر جهان نشان داد و بعدها در دیپلماسی بالکان و روابط بین‌الملل تخصص یافت. در سال ۱۹۹۵ او در کنفرانس صلح در دیتون، اوهایو حضور داشت.

## کار و فعالیت
وایس اسمیت یکی از بنیانگذاران شورای اقدام اروپا برای صلح در بالکان در سال ۱۹۹۴ بود که یک سازمان غیردولتی بود که برای صلح، دموکراسی و ثبات در بالکان تلاش می‌کرد و مارگارت تاچر، سیمون ویزنتال و والری ژیسکار د را داشت. استقرار در میان اعضای خود. در سال ۱۹۹۵ او یکی از بنیانگذاران War Child هلند بود و تا سال ۱۹۹۹ در هیئت امناء بود. در سال ۱۹۹۷، او به عنوان مدیر امور اتحادیه اروپا در موسسه جامعه باز در بروکسل، یکی از بنیادهای جورج سوروس، نیکوکار مجارستانی-آمریکایی منصوب شد. از سال ۲۰۰۲ تا ۲۰۰۸، پرنسس میبل در شعبه لندن مؤسسه جامعه باز که در آنجا مدیر حمایت بین‌المللی بود، کار کرد تا به هماهنگ‌کردن همه فعالیت‌های بین‌المللی حمایت از OSI با هدف تغییر سیاست بین‌المللی کمک کند. مجمع جهانی اقتصاد در سوئیس او را به عنوان یکی از صدها «رهبران جهانی برای فردا» برشمرد. او عضو انجمن جهانی رهبران جوان جهانی است، یک اتاق فکر و گروه لابی که هدف آن رسیدگی به مسائل جهانی است. او یکی از اعضای مؤسس اتاق فکر اروپایی شورای روابط خارجی اروپا است. او همچنین یکی از اعضای شورای حکومتی بین صلح است. از ژوئیه ۲۰۰۸ تا مه ۲۰۱۲ او اولین مدیر اجرایی The Elders بود، گروهی از افراد برجسته که توسط نلسون ماندلا گرد هم آمده بود تا از خرد، رهبری مستقل و تجربه خود برای مقابله با برخی از سخت‌ترین مشکلات جهان استفاده کنند. او بر عملیات روزانه بزرگان نظارت داشت. در ماه مه ۲۰۱۲، میبل ون اورنج به دنبال تصادف فوریه ۲۰۱۲ که در آن همسرش، شاهزاده فریسو، در بهمن گرفتار شد و تا زمان مرگش در اوت ۲۰۱۳ در بیمارستان بستری شد، از سمت مدیرعاملی The Elders استعفا داد. او همچنان با بزرگان به عنوان عضوی از شورای مشورتی آن که به عنوان رئیس کمیته مشورتی دختران نه عروس: مشارکت جهانی برای پایان دادن به ازدواج کودکان در آن حضور دارد، درگیر است. در سال ۲۰۱۵ او نامه ای سرگشاده را امضا کرد که کمپین ONE در حال جمع‌آوری امضا برای آن بود. این نامه خطاب به آنگلا مرکل و نکوزازانا دلامینی زوما ارسال شده است و از آنها خواسته شده‌است تا بر روی زنان تمرکز کنند زیرا به ترتیب به عنوان رئیس G7 در آلمان و اتحادیه آفریقا در آفریقای جنوبی فعالیت می‌کنند. نشست اصلی سازمان ملل متحد در سپتامبر ۲۰۱۵ که اهداف توسعه جدیدی را برای نسل تعیین می‌کند.

## جنجال - جدال سرسختانه
پس از اعلام نامزدی شاهزاده فریسو با میبل در ژوئن ۲۰۰۳، نخست‌وزیر یان پیتر بالکننده در نامه ای به پارلمان نوشت که میبل ویز اسمیت «اطلاعات ناقص و نادرستی» در مورد مدت و میزان تماس‌های خود با سلطان معروف مواد مخدر، کلاس داده‌است. بروینسما و به همین دلیل دولت تصمیم گرفته بود که برای ازدواج از مجلس اجازه نگیرد. در نامه ای به نخست‌وزیر مورخ ۹ اکتبر شاهزاده فریسو اظهار داشت که این زوج اطلاعات ناقصی داده‌اند، اما هیچ اطلاعات نادرستی نداده‌اند و دروغ گفته‌اند. این زوج اعتراف کردند که دوستی دریانوردی با بروینسما در واقع نزدیک‌تر از آنچه ذکر شد بود، اما منکر داشتن رابطه عشقی یا جنسی شدند. این مورد بعداً توسط Wisse Smit در تعدادی از مصاحبه‌ها تکرار شد. بر اساس قوانین هلند، دولت باید درخواست ازدواج این زوج را برای تصویب به پارلمان ارائه می‌کرد که پیش نیاز جانشینی تاج و تخت است. شاهزاده یوهان فریسو گفت که بدون توجه به اسمیت ازدواج خواهد کرد و در نتیجه حق خود را برای پادشاه شدن از دست داد. او پس از برادر بزرگترش، ویلم الکساندر، شاهزاده نارنجی، در ترتیب جانشینی دوم بود. در گزارشی که بعداً توسط Stichting Nederlandse Nieuwsmonitor (بنیاد نظارت بر اخبار هلندی) منتشر شد، ادعا شد که رسانه‌های هلندی پس از اظهار نظرهای «بی‌نظیر» نخست‌وزیر در طول دو کنفرانس خبری، در ایجاد تغییرات نامناسب نقش داشته‌اند. در این دوره، وایس اسمیت نیز با افشاگری در مورد رابطه او، که در حدود سال ۱۹۹۳، با سفیر بوسنیایی سازمان ملل متحد، محمد ساکربی، آغاز شد، تبلیغات منفی دریافت کرد.

## ازدواج و فرزندان

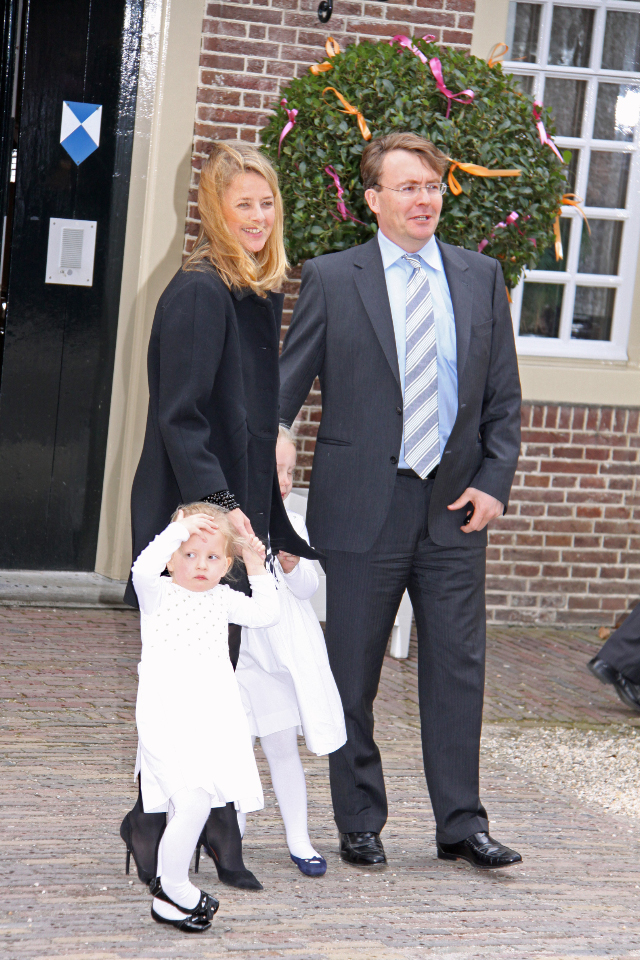
شاهزاده فریسو به همراه همسرش میبل و دخترانش در سال ۲۰۱۰

میبل وایز اسمیت و پرنس فریسو از اورنج-ناسائو در ۲۴ آوریل ۲۰۰۴ در Oude Kerk (دلفت) ازدواج کردند. این زوج دو دختر دارند:
- کنتس اما لوانا نینت سوفی از اورنج-ناسائو، Jonkvrouwe van Amsberg، متولد ۲۶ مارس ۲۰۰۵ در لندن، پدرخوانده او شاهزاده کنستانتین هلند (عموی پدری)، Eveline Wisse Smit (عمه ناتنی مادری)، بارونس (Sophie von der Rece) هستند. پسر عموی اول پدری یک بار حذف شد)، و اما بونینو (دوست والدین).
- کنتس جوانا زاریا نیکولین میلو از اورنج-ناسائو، Jonkvrouwe van Amsberg، متولد ۱۸ ژوئن ۲۰۰۶ در لندن، پدرخوانده او ویلم-الکساندر هلندی (عموی پدری) هستند. شاهزاده جیمی، کنت باردی (پسر عموی اول مادری پدرش)، نیکولین وایز اسمیت (خاله مادری)، روبن آمرلینگ (دوست والدین) و ماریا لوز لوانو (دوست والدین).

از آنجا که او از پارلمان هلند اجازه ازدواج نخواست، شاهزاده فریسو عضویت در خاندان سلطنتی را متوقف کرد و حقوق جانشینی خود و فرزندان آینده اش را از دست داد؛ بنابراین، نه پرنسس میبل و نه دختران آنها اعضای خاندان سلطنتی نیستند. با این حال آنها یکی از ثروتمندترین خانواده‌ها در هلند باقی ماندند. شاهزاده فریسو در سال ۲۰۱۳ درگذشت.

## عناوین، سبک، و نام‌ها
میبل از زمان ازدواجش از سبک اعلیحضرت سلطنتی و عناوین محترمانه پرنسس اورنج-ناسائو، کنتس اورنج-ناسائو و لیدی ون امسبرگ استفاده می‌کند. اگرچه از نظر قانونی یک شاهزاده خانم ایجاد نشده‌است، اما مرسوم است که همسران و بیوه‌های اعضای خانواده سلطنتی هلند القاب شوهران خود را بگیرند. تصمیم گرفته شد که فرزندان آنها هر کدام لقب کنت یا کنتس اورنج-ناسائو و جونکیر یا جونکوروف ون امسبرگ را دریافت کنند.

## افتخارات و جوایز
- هلند</img> هلند :</img> مدال سرمایه‌گذاری کینگ ویلم الکساندر (۳۰ آوریل ۲۰۱۳).
- در سال 2014 Mabel of Orange برای اجرای خود در TEDxAmsterdam نامزد دریافت جایزه ارتباطات Toastmasters توسط بخش هلندی Toastmasters International شد. ویدئوی موجود: گفتگوی ویدئویی Mabel van Oranje در مورد چگونگی دستیابی به تغییر در TEDxAmsterdam، ۲۰ نوامبر ۲۰۰۹
- به پرنسس میبل مدرک افتخاری دکترای حقوق (LL. D.) از دانشگاه کالدونین گلاسکو در سال ۲۰۱۸، به منظور قدردانی از کمک او به حقوق بشر در سراسر جهان و تعهد او به سازمان‌های غیرانتفاعی.[۱۸]